# 綺譚集
『綺譚集』（きたんしゅう）は、津原泰水による日本の短編集である。2004年に集英社より単行本、2008年に東京創元社より文庫版、2019年に電子書籍版

が発売された。
紙書籍版の表紙はキム・ストリングフェローによる写真であるが、許諾の都合により

電子書籍版のみ金子國義による洋画となっている。
単行本版の装丁は松木美紀と摩伽羅(MAKARA)の連名。文庫版は装丁は松木美紀、アート・ディレクションとして著者自身も名を連ねている。

## 収録リスト
| タイトル         | 初出                                                                |
| ---------------- | ------------------------------------------------------------------- |
| 天使解体         | 『文藝別冊 Jミステリー』河出書房新社、2000年                        |
| サイレン         | 「小説新潮 八月号」新潮社、1998年                                   |
| 夜のジャミラ     | 『ホラーウェイヴ01』ぶんか社、1998年（「幻獣たち」改題）            |
| 赤假面傳         | 『村山槐多 耽美怪奇全集』学研M文庫、2002年                          |
| 玄い森の底から   | 『十二宮12幻想』エニックス、2000年                                  |
| アクアポリス     | 『悪夢が嗤う瞬間』勁文社文庫、1997年                                |
| 脛骨             | 『異形コレクション 屍鬼の行進』廣済堂出版、1998年                   |
| 聖戦の記録       | 『異形コレクション 侵略！』廣済堂出版、1998年                       |
| 黄昏抜歯         | 「小説現代 三月号」講談社、2002年（「かわたれ抜歯」改題）           |
| 約束             | 『異形コレクション ラヴ・フリーク』廣済堂出版、1998年               |
| 安珠の水         | 『異形コレクション 水妖』廣済堂出版、1998年                         |
| アルバトロス     | 『エロティシズム12幻想』エニックス、2000年                          |
| 古傷と太陽       | 朗読会のための書き下ろし、2002年／「小説推理 九月号」双葉社、2002年 |
| ドービニィの庭で | 「小説すばる 二月号」集英社、1998年（「ドービニーの庭で」改題）     |
| 隣のマキノさん   | 牧野修特集 e-Novels、2001年                                         |

## 翻訳
- 2004年、イタリア幻想アンソロジー「ALIA 2005CS Coop.Studi LibreriaEditrice Torino」
「約束」「アクアポリス」（Massimo Soumare訳）
- 2020年、米文芸誌「cherry tree」vol.6
「約束」（Toshiya Kamei訳）
- 2020年、米文芸誌「Storm Cellar 8.3」
「隣のマキノさん」（Toshiya Kamei訳）
- 2022年、米文芸誌「Gargoyle Magazine #75」
「アクアポリス」（Toshiya Kamei訳）